# نورث ريدينغ (ماساتشوستس)
نورث ريدينغ (بالإنجليزية: North Reading, Massachusetts)‏ هي بلدة أمريكية تقع في الولايات المتحدة في مقاطعة ميدلسيكس (ماساشوستس). يقدر عدد سكانها بـ 14,892 نسمة ومساحتها 35.0 كم2 وترتفع عن سطح البحر 30 متر.

## أعلام
- س. شابن كاتلر
- ديفيد أودونيل